# Porozumienia o Partnerstwie i Współpracy
Umowy o Partnerstwie i Współpracy (ang. Partnership and Cooperation Agreement- PCA) - szereg porozumień dwustronnych zawieranych przez Unię Europejską z państwami byłego ZSRR, a także z państwami Azji Południowo-Wschodniej (Wietnam, Filipiny).
Różniły się od porozumień zawieranych z pozostałymi państwami bloku socjalistycznego - układami europejskimi. Umowy o Partnerstwie i Współpracy nie zawierały umowy o stowarzyszeniu, nie wspominały o potencjalnym członkostwie tych państw w UE. Zawierane były na czas określony. Obecnie Komisja Europejska prowadzi rozmowy z Ukrainą w sprawach stowarzyszenia. Wyjątkowy charakter umów dwustronnych miała umowa z Rosją - Wspólna Przestrzeń Unia Europejska- Rosja